# Cyperus kurzii
Cyperus kurzii är en halvgräsart som beskrevs av Charles Baron Clarke. Cyperus kurzii ingår i släktet papyrusar, och familjen halvgräs.
Artens utbredningsområde är Andamanerna. Inga underarter finns listade i Catalogue of Life.